# Louis Pierna
Louis Pierna, né le 16 janvier 1933 à Stains et mort le 28 avril 2021 en Tunisie, est un homme politique français, ancien député-maire de Stains.

## Biographie
Né à  Stains en 1933, Louis Pierna est chaudronnier de profession.
Militant du Parti communiste français (PCF), il est élu maire de Stains, en Seine-Saint-Denis, en 1977, et demeure à ce poste jusqu'à sa démission en 1996 pour raisons de santé. Il est à l'origine de la création du centre municipal de santé et de l'institut médico-éducatif Henri Wallon.
En juin 1988, il est élu député de la quatrième circonscription de la Seine-Saint-Denis et réélu en 1993.
Après son mandat d'élu, Louis Pierna s'investit avec l'association LEILA, dont il était président, afin d'accompagner les enfants et adultes en situation de handicap mental ou psychique.
Il meurt le 28 avril 2021 en Tunisie à l'âge de 88 ans,,.

## Distinctions
- Chevalier de la Légion d'honneur, le 8 avril 1998[3].

## Mandats
- 1977-1993 : maire de Stains
- 12/06/1988 - 01/04/1993 : député de la quatrième circonscription de la Seine-Saint-Denis
- 28/03/1993 - 21/04/1997 : député de la quatrième circonscription de la Seine-Saint-Denis